# 鄂尔多斯右翼中旗
鄂尔多斯右翼中旗，中国清代、民国时期内蒙古旧旗名。1949年按其俗称改名鄂托克旗。

## 历史
清朝顺治六年（1649年）以鄂尔多斯部置，治所在今内蒙古自治区鄂托克旗东北达拉图鲁。属伊克昭盟。1940年代徙治阿拉庙，今鄂托克旗东南阿拉勒庙（吉拉苏木）。1950年代又徙治乌兰哈拉嘎苏镇，即今治乌兰镇。 

## 鄂尔多斯右翼中旗扎萨克多罗贝勒世系
1. 拜桑固尔（巴雅斯呼朗诺颜，汉文史籍简译作狼台吉，衮必里克墨尔根次子）
2. 善丹（善达，拜桑固尔的玄孙）：1650年（清顺治七年）封为多罗贝勒，领鄂尔多斯右翼中旗札萨克，驻西喇布哩都池。1663年卒
3. 索诺木（善丹长子）1663年袭位。 1677年晋升多罗郡王。1682年卒
4. 松喇布（索诺木长子）清康熙十四年（1675年），随父赴兴武营，会同宁夏总兵陈福，平息花马池城守兵朱龙策动的叛乱。因平叛有功，晋一等台吉。1682年袭位。康熙三十七年（1697年），松喇布奉命督办运送军粮有功，1698年晋升多罗郡王。1709年卒
5. 干珠尔（松喇布长子）1709年袭位。 1718年卒
6. 诺依啰布扎木素（干珠尔长子）1718年袭位。1747年卒
7. 栋啰布扎木素（诺依啰布扎木素长子）1747年袭位。1766年郡王品级。1773年卒
8. 栋啰布色棱（栋日布色楞，栋啰布扎木素长子）1773年袭位。1798年卒
9. 索诺木喇布斋根敦（栋啰布色棱从弟）1798年袭位。1838年卒
10. 棍藏拉布坦扎木苏（贡藏热布丹札木苏，索诺木喇布斋根敦子）1838年袭位。1851年卒
11. 额尔德呢绰克图（棍藏拉布坦扎木苏从子）1853年袭位。1862年卒
12. 察克都尔扎布（额尔德呢绰克图子）1862年袭位。清同治七年（1868年）夏，甘肃宁夏回民造反军抢掠新召庙珍贵佛像及财产，烧毁琉璃大殿、大经堂、显宗经堂、密宗经堂、时轮经堂等大型殿堂，庙宇遭到毁灭性的破坏。丁丑年（1877年）重修显宗经堂。1881年卒
13. 喇什扎木苏（察克都尔扎布兄）1881年袭位。1902年卒
14. 噶勒藏罗勒玛旺扎勒扎木苏（喇什扎木苏子，“噶王”）1902年袭位。1934年九世班禅应邀来新召庙宣化，在鄂托克旗逗留70天之久。1937年卒。
15. 旺钦扎布（旺庆扎布，“旺王”）：1937年10月袭位。1943年5月11日卒。[1]
16. 1944年旗务帮办和鄂旗保安大队长章文轩不同意噶王四子杨森扎布继任，安排鄂旗西协理包文秀接管旗府大印并代理旗务，待旺王之子长大再还位。[2]1946年1月13日凌晨4时，章的部下马富纲、马良诚、顾寿山等发动了“阿日勒庙事变”，扣捕了章文轩，于1月15日将其秘密勒死。
17. 杨森扎布（1920-1952，噶王四子）：杨森扎布以代理旗务的包文秀“主观武断，错办旗务”的罪名几次上奏盟府。据此，伊盟盟长图布升吉尔格勒令包文秀将旗印交给杨森扎布。1946年6月祭印集会上包文秀交出了清代银印，留下了民国时期的铜印。1947年2月10日马良诚率起义部队包围了鄂旗王府，杨森扎布逃到宁夏投奔马鸿逵。1947年3月，杨森扎布随马鸿逵第19团攻占阿日勒庙。伊西工委机关及蒙旗武装退到吴旗县打游击。1947年7月蒙汉支队返回城川。1947年秋，奇全喜派纳嘎林海到鄂旗罢免了杨森札布的协理和“伊南边防司令”职务。1951年肃反运动中被镇压。[3]

1949年8月，和平谈判解决鄂旗问题时，阿日勒庙临时办事处处长升济密图主动接受了和平解放鄂旗的主张，后任副旗长、旗长；鄂托克旗保安司令奇孟克签署和平起义协定。9月7日，鄂托克旗临时人民政府成立。